# Mark Shera
Mark Shera (* 10. Juli 1949 in Bayonne, New Jersey als Mark Shapiro) ist ein US-amerikanischer Schauspieler.

## Leben
Shera hatte sein Filmdebüt 1974 in der Fernsehproduktion Nicky’s World an der Seite von Olympia Dukakis. Nach Gastauftritten in Kojak – Einsatz in Manhattan und Rauchende Colts wurde er 1975 als Officer Dominic Luca in der Fernsehserie Die knallharten Fünf besetzt, die er bis zur Einstellung der Serie 1976 in 37 Episoden spielte. Im Anschluss stellte er von 1976 bis 1980 in der Detektivserie Barnaby Jones die Rolle des Jedediah Romano „J.R.“ Jones, Sohn der Serien-Hauptfigur, dar. Anschließend fanden sich in Hollywood kaum noch lohnenswerte Rollen für Shera. Bis Mitte der 1990er Jahre spielte er in der Folge zumeist Gastrollen in Serien sowie Nebenrollen in Fernsehfilmen. Zuletzt hatte er 2002 eine Sprechrolle in Steven Spielbergs Mystery-Miniserie Taken.

## Filmografie (Auswahl)
- 1974: Nicky’s World (Fernsehfilm)
- 1974: Kojak – Einsatz in Manhattan (Kojak, Fernsehserie, Folge 2x12)
- 1975: Rauchende Colts (Gunsmoke, Fernsehserie, Folge 20x23)
- 1975–1976: Die knallharten Fünf (S.W.A.T., Fernsehserie, 37 Folgen)
- 1976–1980: Barnaby Jones (Fernsehserie, 93 Folgen)
- 1978/1979: Love Boat (The Love Boat, Fernsehserie, 2 Folgen)
- 1983: Matt Houston (Fernsehserie, Folge 1x23)
- 1984: Fantasy Island (Fernsehserie, Folge 7x14)
- 1985–1988: Mord ist ihr Hobby (Murder, She Wrote, Fernsehserie, 4 Folgen)
- 1986: Die Fälle des Harry Fox (Crazy like a Fox, Fernsehserie, Folge 2x16)
- 1987: Das Recht zu sterben (Right to Die, Fernsehfilm)
- 1990: The Ladies on Sweet Street
- 1993: Alle meine Kinder (Almost Home, Fernsehserie, Folge 1x11)
- 1995: Beverly Hills, 90210 (Fernsehserie, Folge 6x07 Verletzte Gefühle)
- 2002: Taken (Miniserie, Folge 1x10)